# Hogna bonifacioi
Hogna bonifacioi là một loài nhện trong họ Lycosidae.
Loài này thuộc chi Hogna. Hogna bonifacioi được Alberto Barrion & James A. Litsinger miêu tả năm 1995.